# Colonia Echeverría, Morelos
Colonia Echeverría är en ort i Mexiko.   Den ligger i kommunen Tlaltizapán de Zapata och delstaten Morelos, i den sydöstra delen av landet, 80 km söder om huvudstaden Mexico City. Colonia Echeverría ligger 981 meter över havet och antalet invånare är 264.
Terrängen runt Colonia Echeverría är platt åt sydväst, men åt nordost är den kuperad. Runt Colonia Echeverría är det tätbefolkat, med 591 invånare per kvadratkilometer. Närmaste större samhälle är Jiutepec, 19,8 km norr om Colonia Echeverría. Omgivningarna runt Colonia Echeverría är en mosaik av jordbruksmark och naturlig växtlighet.